# Хронологія російського вторгнення в Україну (травень 2025)
Ця стаття є частиною хронології повномасштабного російського вторгнення в Україну з 24 лютого 2022 року, яка є частиною хронології російської збройної агресії проти України з 2014 року.
Про події попереднього місяця — див. у статті Хронологія російського вторгнення в Україну (квітень 2025).
У квітні безповоротні та санітарні втрати російської армії склали 35 010 осіб. Такої кількості живої сили вистачило б для укомплектування майже трьох мотострілецьких дивізій. За перший квартал 2025 року убитими та пораненими ворог втратив 125 970 осіб.

## 1—10 травня

### 1 травня
ЗСУ ліквідували 1230 російських загарбників за добу, знищили 2 засоби ППО, 3 танки та 45 артсистем противника. Між ЗСУ та ЗС РФ сталося 140 зіткнень, 52 із них — на Покровському напрямку. ЗСУ просунулися близ Торецька. Найбільше ворог просунувся у смузі двох бригад біля Сухої Балки та Калинового, це 50 км2 або майже третина всіх втрат за місяць. Далі йде несподіване просування біля Розливу та Костянтинополя, де ворог забрав 43 км2. Просування біля Катеринівки складає орієнтовно 30 км2. Сади біля Надіївки ще одна проблемна точка, де ворог просунувся на 11 км2, а північніше Андріївки кацапи окупували 15 км2. Сумарно на п'ять цих ділянок припадає 85 % всіх просувань.

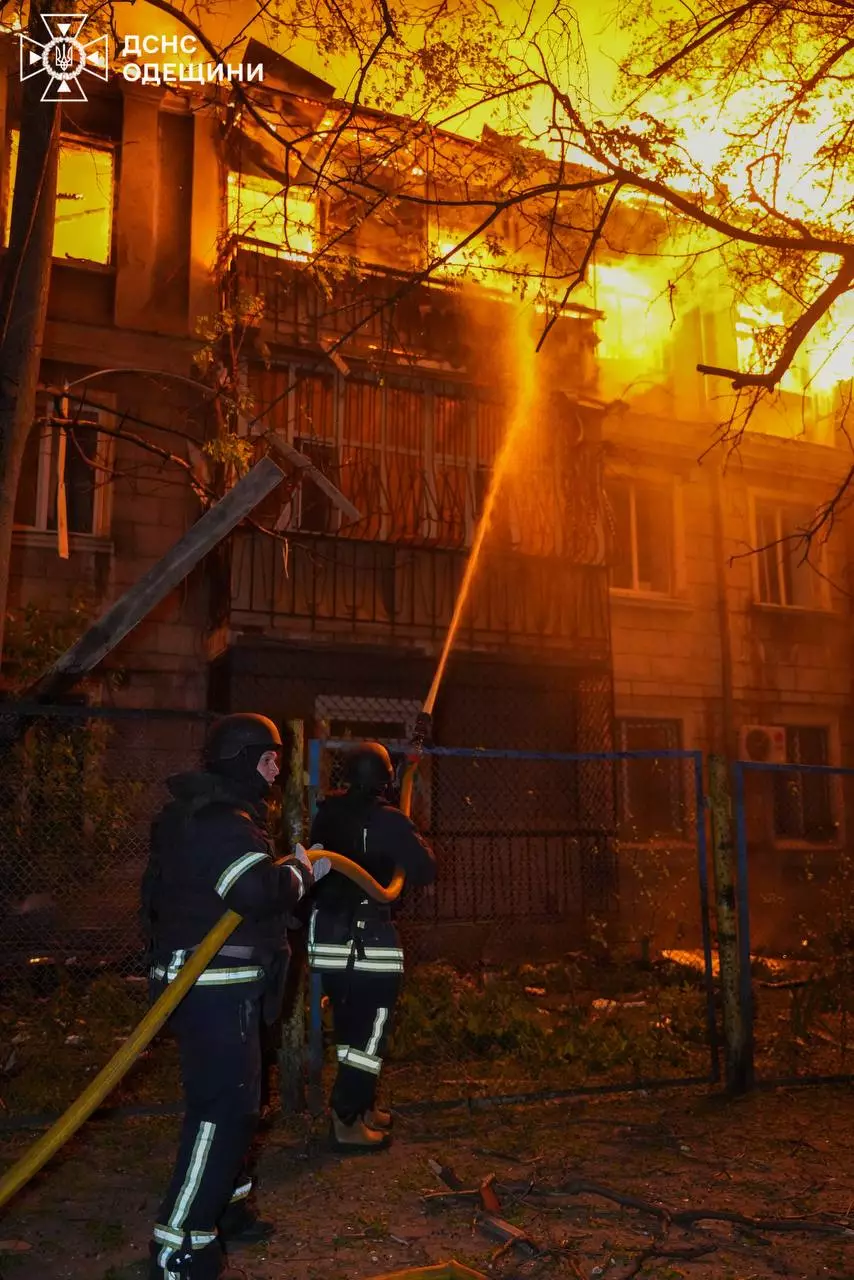
Будівля в Одесі після нічної атаки російського безпілотника. 1 травня 2025 року

Російські військові вночі вдарили по Мирнограду, використали «КАБ-250» із модулем УМПК, і у зоні ураження опинились багатоквартирні житлові будинки, а зранку обстріляли Новоекономічне. Двоє людей загинули, ще одна жінка поранена.
Україна підписала зі США угоду про спільний видобуток корисних копалин
Українсько-американський інвестиційний фонд може запрацювати вже за кілька тижнів після ратифікації угоди про копалини у Верховній Раді.
США схвалили перший експорт зброї до України за адміністрації Дональда Трампа на $50 млн. Повідомлення про дозвіл було подано до Конгресу через Закон про контроль над експортом озброєнь, який уповноважує президентів США контролювати імпорт та експорт товарів та послуг оборонного призначення. В Одесі в результаті масованої дронової атаки РФ сталися значні пошкодження цивільної інфраструктури.
США відправили до України кілька неробочих і списаних літаків F-16 для розбору на запасні частини. На деяких фюзеляжах під тентами було видно характерні виступи в носовій частині, які нагадують антени APX-119 — ймовірно, це модифікація Block 15, призначена для виконання завдань протиповітряної оборони (Air Defense Fighter, ADF).
На громадського активіста та волонтера Сергія Стерненка, що забезпечує массове забезпечення військових ЗСУ fpv-дронами, скоїли напад. Він був поранений, а нападницю затримали. У СБУ повідомили, що попередили вбивство.
О 21:37 у Запоріжжі було оголошено повітряну тривогу через загрозу атаки з боку Російської Федерації із застосуванням ударних безпілотників Shahed-136/131. Атаку здійснили кілька груп дронів-камікадзе. Близько 22:00 БпЛА вже перебували над Запоріжжям, працювали сили протиповітряної оборони. О 22:12 було зафіксовано перші влучання в різних районах міста, в наслідок атаки 12 людей зазнали поранень.

### 2 травня
За добу втрати армії РФ склали 1110 солдатів і 50 артилерійських систем. Вночі росіяни атакували Україну 150 ударними БПЛА та безпілотниками-імітаторами інших типів із районів: Брянськ, Приморсько-Ахтарськ, а також Чауда (тимчасово окупований Крим). Підтверджено збиття 64 БПЛА, 62 локаційно втрачені. Наслідки атаки зафіксовані у Донецькій, Дніпропетровській та Запорізькій областях. Відбулося 140 зіткнень.
Вночі російські війська атакували локомотиворемонтний завод ЗЕРЗ у Запоріжжі, цивільне підприємство з ремонту електровозів. Загинула одна людина, ще 29 поранені. Також пошкоджені житлові будинки, університет та об'єкт інфраструктури.
Міноборони РФ заявило, що вночі засоби ППО нібито знищили 121 «український безпілотник» над територією окупованого Криму та кількома регіонами РФ. В Севастополі, Джанкої, а також у Саках, Новофедорівці та Качі лунали вибухи. Потужні вибухи сталися в районі аеропорту Сімферополя і біля військових аеродромів «Кача» та «Бельбек» у Севастополі, в Саках, Новофедорівці, Джанкої.
Росіяни протягом минулої доби завдали 400 ударів по 11 населених пунктах Запорізької області. Війська РФ здійснили 20 авіаційних ударів по Малих Щербаках, Лук'янівському, Новоандріївці та Малинівці. Понад 220 БпЛА різної модифікації атакували Кам'янське, Гуляйполе, Щербаки, Новоданилівку, Малу Токмачку, Чарівне та Новодарівку. Два обстріли із РСЗВ накрили Кам'янське та Гуляйполе. Загинули 4 людини, 8 отримали поранення внаслідок обстрілів.
Російські війська обстріляли міста Покровськ і Костянтинівку та село Клинове Донецької області. Внаслідок цього загинула одна людина і троє поранені.
Війська ЗС РФ обстріляли Нікопольський район на Дніпропетровщині з артилерії та дронами камікадзе, четверо людей постраждали. Пошкоджені чотири оселі, адмінбудівля, інфраструктура, лінія електропередач. По Синельниківщині агресор вдарив КАБами, поціливши по Новопавлівській громаді. Зруйнована будівля навчального закладу, що не експлуатувалася.
Кабінет міністрів України затвердив угоду з Японією, яка дозволить отримати $3 млрд у межах ініціативи Extraordinary Revenue Acceleration (ERA). Він нагадав, що ці кошти будуть забезпечені доходами від заморожених російських активів та спрямовані на пріоритетні видатки бюджету, відбудову й розвиток України.
Спецпідрозділом ГУР МО України у взаємодії з СБУ та Силами оборони України в Чорному морі ліквідовано російський Су-30. Для цього українські сили направили морські дрони Magura V7 в акваторії неподалік від порту «Новоросійськ». Історичний удар ракетою безпілотної морської платформи Magura здійснили воїни спецпідрозділу Group 13. Літак був в складі 43-го авіаційного штурмового полку Чорноморського флоту ВМФ РФ, котрий базується в окупованих Саках.
Увечері в Харкові зафіксовано 17 прильотів, почалися пожежі, постраждала понад сотня людей. Пошкоджень зазнали житлові багатоповерхівки, гуртожитки та приватні будинки. На місці деяких влучань пожежі.

### 3 травня
За добу ЗС РФ втратили 1170 солдатів, втрати РФ з повномасштабного вторгнення сягнули 955 тис.. Вночі ЗС РФ здійснила комбіновану повітряну атаку з 183 БпЛА та дві ракети «Іскандер-М». Ці ракети запущені з Ростовської області та окупованого Криму, а 183 БпЛА запущені з районів Брянська, Курська, Орла та Міллерово російської федерації. Знищено 77 БпЛА, 73 втрачені локаційно, постраждали Харківщина, Сумщина, Донеччина та Миколаївщина.
Вночі ЗС РФ атакували Харків дронами з термобаричним зарядом. Росіяни вдарили по Сумській області, пошкоджено навчальний заклад та об'єкти інфраструктури. У Черкасах через атаки БПЛА сталися пожежі, зокрема, у гуртожитку. В Херсоні росіяни атакували дроном людей у центрі міста, одна людина загинула. ЗС РФ просунулися поблизу Лиману, Сіверська, Новопавлівки, Курахового та Великої Новосілки.
Губернатор Краснодарського краю Веніамін Кондратьєв стверджував, що в Новоросійську через нічну атаку українськими дронами пошкоджено три резервуари на зерновому терміналі, почалася пожежа. Також, за його словами, у місті пошкоджено багатоквартирні будинки. Міноборони РФ відзвітувало про перехоплення 170 дронів, більшість з яких нібито було «збито» над Кримом — 96, над Краснодарським краєм — 47 та у Ростовській області — дев'ять. Також росППО, як стверджується, нібито «збила» вісім ракет Storm Shadow, три Нептуна і 14 морських дронів у Чорному морі.
Внаслідок ворожих обстрілів у Херсоні виникло три пожежі, ліквідовані ДСНС. Одна людина загинула, двоє отримали поранення, горів будинок, авто та господарчі споруди. РВночі росіяни масовано вдарили дронами по Слов'янську, пошкодили будівельну базу.
ЗСУ вдарили по командному пункту російських мотострілків поблизу Бахмута. Це вплинуло на бої на Покровському напрямку.
Велика Британія передала Україні всі самохідні артилерійські системи AS-90, тим самим завершивши їх використання у складі британської армії.
Адміністрація Трампа підтримала угоду з Україною про навчання пілотів та оснащення винищувачів F-16, постачання яких схвалив Байден після вторгнення РФ. $310,5 млн будуть оплачені Києвом.
Зеленський попередив «іноземних гостей» Путіна про ризик приїжджати в Москву на 9 травня. Після заяви Зеленського, деякі президенти відмовилися від поїздки. Прем'єр Словаччини Фіцо та президент Сербії Вучич несподівано захворіли. Прем'єр міністр Індії Нарендра Моді та Міністр оборони Індії Раджнатх Сінгх скасували свої візити.
ЗСУ збили російський військовий літак із морського дрона і знищили ще один ударами по окупованому Криму.

### 4 травня
ЗСУ ліквідували 1340 окупантів, 2 літаки, 11 танків та 52 артсистеми. ЗС РФ вночі атакували Україну 165-ма БпЛА, знищено 69 цілей, 80 локаційно втрачені, постраждали Харківщина, Донеччина, Дніпропетровщина, Черкащина та Київщина.
У трьох районах Києва — Оболонському, Святошинському та Шевченківському — зафіксовано падіння уламків, загорілися приватні будинки та автомобілі. Відомо про 11 постраждалих. В Оболонському райні виникла пожежа у квартирі на останньому поверсі 12-поверхівки. Частково зруйноване перекриття покрівлі. За іншою адресою загорілося 7 автомобілів біля будинку. У Святошинському районі пожежа у трьох одноповерхових приватних житлових будинках. Поранень зазнало 11 людей.
Вночі війська ЗС РФ обстріляли з РСЗВ Град Нікополь і Марганець. Постраждали п'ятеро людей. Пошкоджені три підприємства, два багатоквартирні будинки і стільки ж приватних. В Дніпропетровській області вночі через атаку БПЛА постраждали поліцейські.
ЗС РФ атакували вісьмома керованими авіабомбами Оріхів у Запорізькій області, відомо про двох постраждалих.
У Суземці Брянської області вночі було уражено завод «Стрєла», що виробляє електроніку для армії РФ та співпрацює з російською корпорацією «Ростєх».
Путін заявив, що Росія дотримується своїх початкових цілей війни в Україні, які полягають у капітуляції України, незважаючи на переговори зі США. Путін наголосив на підтримці війни всередині країни і просував ідею жертовності на фронті і в тилу, ймовірно, для того, щоб підготувати російську громадськість до тривалішої війни і наступних конфронтацій із Заходом. ЗСУ просунулися під Торецьком, а російські війська — під Куп'янськом і Торецьком.
В Ізюмському районі на Харківщині спалахнула лісова пожежа, вогонь охопив 20 гектарів. У лісі детонували боєприпаси, залишені російськими військами під час окупації. Готувалася евакуація місцевих жителів.
Франція у 2025 році передасть Україні 1 200 керованих авіаційних бомб AASM Hammer проти 830 у 2024-му.

### 5 травня
ЗСУ ліквідували 1260 окупантів, загальні втрати ворога перевищили 958 тисяч. Вночі ворог атакував Сумщину двома балістичними ракетами Іскандер-М/KN-23, також ударив 116-ма БпЛА, збито 42, 21 локаційно втрачений. Постраждали Сумщина та Донеччина. ЗСУ просунулися під Торецьком, ЗС РФ просунулися під Куп'янськом.
За повідомленням DeepState на фронті ситуація загострилася на Запорізько-Донецькому напрямку — там російські війська досягли тактичного успіху біля Новодарівки та Зеленого Поля.
В Донецькій області шестеро цивільних загинули і ще шестеро дістали поранень, серед яких двоє дітей, внаслідок російських обстрілів вночі.
ЗСУ вразили пункт управління ворожими підрозділами БпЛА у районі Тьоткіного Курської області, ліквідовано до 20 окупантів та знищено техніку. За повідомленнями російських ЗМІ, українські військові вранці здійснили черговий прорив у Курську область РФ.
У Ворожбі Сумського району російська авіація скинула керовані авіабомби, внаслідок чого загинули двоє чоловіків, пошкоджено житлові будинки. Системою «Град» росіяни обстріляли село Нові Вирки Білопільської громади. Загинув чоловік, ще один зазнав поранень.
Між Міністерством національної єдності України та Міністерством внутрішніх справ Чехії підписано спільну декларацію щодо Центру єдності України в Чехії. Також було узгоджено, що Чехія проводитиме навчання українських пілотів на F-16 та L-39 на своїй території. Україна планує отримати протягом поточного року до трьох мільйони артилерійських снарядів у рамках «чеської ініціативи».
Українські солдати, які тренуються у Великій Британії, вперше взяли участь у військовому параді до Дня перемоги в Європі (VE-Day), святкування 80-річчя якого почалися в столиці країни Лондоні.
За підрахунком BBC, 2024 рік став найсмертоноснішим для російських військ з початку повномасштабної війни в Україні: загинуло щонайменше 45 287 осіб. В Москві під час репетиції параду тимчасово переставали працювати всі мобільні оператори.

### 6 травня
ЗСУ ліквідували 1430 росіян і 176 одиниць техніки. Вночі ЗС РФ атакували Україну 136 БПЛА, збито 54, 70 втрачені локаційно, постраждали Харківщина, Одещина та Дніпропетровщина. Росія атакувала Харків ударними безпілотниками, близько п'ятої ранку стався вибух на найбільшому ринку України та Європи — «Барабашово». Це вже друга атака по ньому протягом двох місяців, постраждали четверо людей. Кількість постраждалих внаслідок дронового удару по Харкову зросла до чотирьох людей.
ЗС РФ атакувала Краматорськ, одна людина загинула, двох поранено.
ЗСУ продовжили атаки через кордон поблизу Тьоткіно та Нового Путі в Курській області, продовжили атаки з безпілотників, авіації та артилерії, спрямовані на ізоляцію підрозділів РФ у Тьоткіно та околицях. ЗС РФ просувалися в напрямку Куп'янська, Торецька, Новопавлівки та Великої Новосілівки.
Внаслідок атаки російських дронів у Коблівській громаді Миколаївській області, пошкоджений дитячий оздоровчий центр. У селі Дніпровське пошкоджений приватний будинок. ЗС РФ атакували Запоріжжя шахедами, пошкоджено будівлі, поранено мирних жителів.
Росіяни намагаються оточити Покровськ замість того, щоб атакувати його безпосередньо. Останніми днями російські штурмові групи взяли штурмом лінію українських окопів, що простягаються вздовж траси Т-0504, що з'єднує Покровськ і місто Костянтинівка, що на північ від Торецька.
Україна та Росія провели 64-й обмін полоненими за формулою «205 на 205», посередником стали ОАЕ. Звільнені захисники обороняли Україну на Донецькому та Луганському напрямках, у Запорізькій, Харківській, Херсонській, Сумській і Київській областях, а також у гарнізоні Маріуполя.
Вдень росіяни вдарили по передмістю Сум по Старостинських округу балістичною ракетою, 3 людини загинуло, ще 7 травмовано, серед травмованих діти.
Внаслідок російських ударів КАБами по Покровській громаді Синельниківського району Дніпропетровщини ввечері восьмеро людей дістали поранення.
У Криму оголошено повітряну тривогу через масштабну ракетну атаку на військові об'єкти Севастополя, Алупки, Судака та Феодосії.
В Україні представили далекобійний ударний дрон FP-1, який долає до 1600 км, може нести бойову частину до 120 кг.

### 7 травня
За ЗСУ ліквідували 1270 росіян і 14 танків. За ніч росіяни випустили 4 балістичні ракети та 142 дрони. Війська РФ вночі Київ балістикою та 28 безпілотниками. Ракету та 11 БпЛА вдалося знищити, три дрони були локаційно втрачені та ще 10 залишили повітряний простір столиці. У Шевченківському районі уламки БпЛА впали на 5-поверховий житловий будинок. Загорілися квартири на 3-му та 5-му поверхах. Під час гасіння виявлені тіла двох людей. Російські дрони атакували Київську область. Поранення отримали четверо людей, які знаходились біля магазину у Фастівському районі.
Українські дрони вночі в Калузькій області уразили аеродром Шайковка, де базуються літаки Ту-22м3, зберігаються ракети Х-22. Також уражена авіабаза Кубінка в Московській області, де базуються літаки Су-27 та МіГ-29. Сталася атака дронів на підприємство з виготовлення оптоволокна компанії «Оптиковолоконные системы» в Саранську. БПЛА атакували підприємство, що спеціалізується на виготовленні боєприпасів «Базальт» у Красноармійську Московської області. ЗСУ уразили новий цех підприємства «Щегловский вал», де виготовляють «Панцирь-С1».
В аеропортах Росії стався колапс через атаки дронів. Найбільших російський перевізник Аерофлот скасував сьогодні 52 рейси з Москви та ще 54 — у напрямку столиці. У сукупності затримано понад 140 рейсів до Москви та з неї.

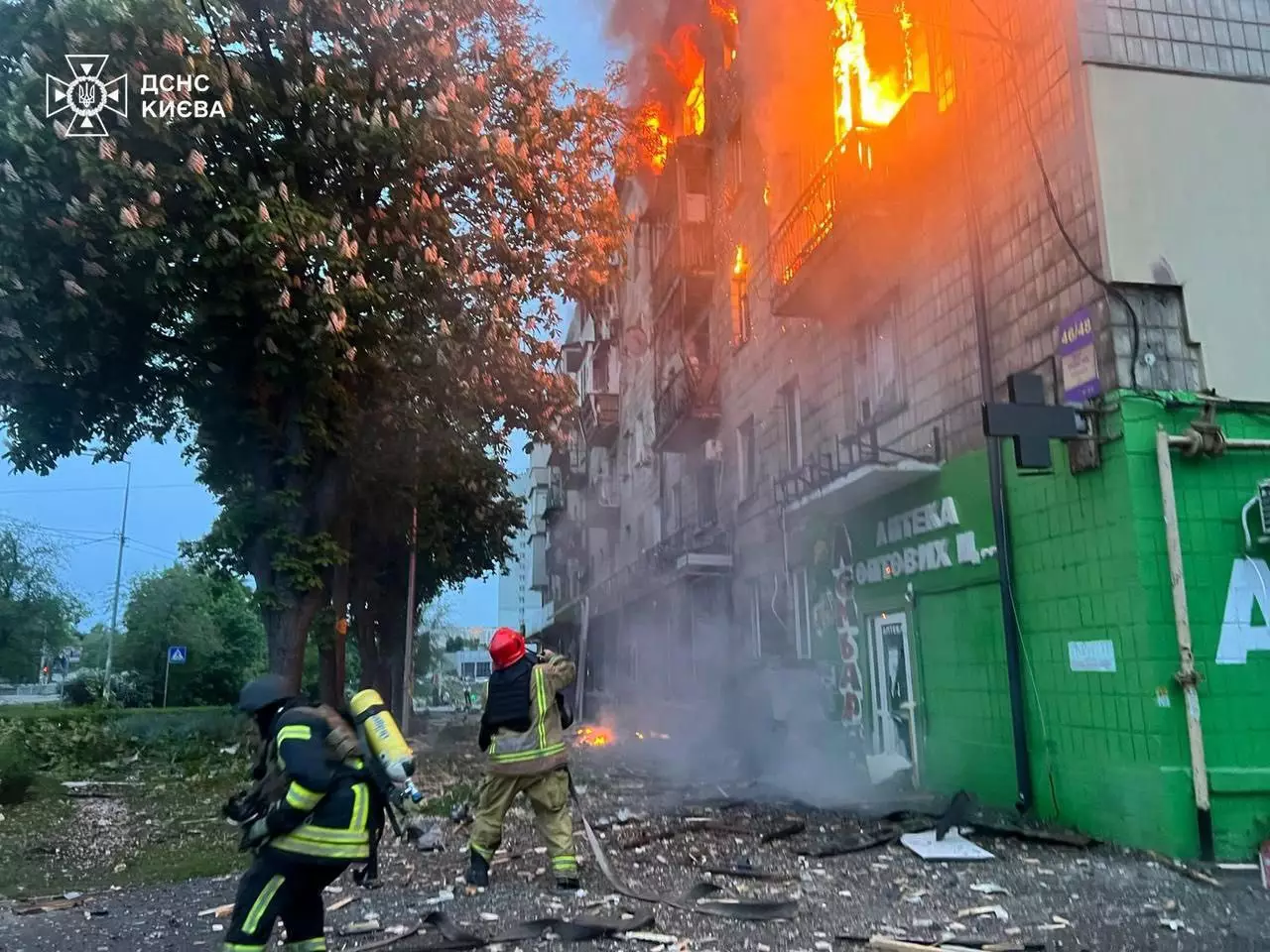
Житловий будинок у Києві після влучання дроном 7 травня 2025 року.

За даними ISW, офіційні особи США визнали, що Росія продовжує твердо стояти на позиції припинення вогню в Україні, в той же час підтвердивши, що Україна залишається відданою запропонованому президентом Дональдом Трампом 30-денному перемир'ю. Вважається, що українські війська перетнули міжнародний кордон у південныше села Тьоткіно у Курській області, на тлі продовження обмежених українських обстрілів у цьому районі. Російські війська просунулися в напрямку Вовчанська, Часового Яру, Торецького, Новопавлівки та Великої Новоселівки.
Унаслідок атаки дронів постраждали двоє поліцейських на Херсонщині. Також через дронові атаки росіян пошкоджені багатоквартирний будинок й автомобіль.
В Ізюмі на території приватного домоволодіння здетонував невідомий вибухонебезпечний предмет, двоє людей загинули.
ЗС РФ ввечері атакували дронами Черкаську область, зокрема Умань та довколишні села, пошкоджено навчальний заклад, також є поранений.
У Курській області українські військові вперше знищили північнокорейську реактивну установку KN-09.
У Мирнограді ворожа артилерія поранила сімох, по селу Олександро-Калинове в Іллінівкій громаді росіяни скинули три авіабомби, убили двох жінок та пошкоджено шість приватних будинків.
По Костянтинівці Донецької області було здійснено авіаудар по житлових кварталах міста, загинула одна людина, ще 14 — поранені.
Німеччина передала Україні новий пакет військової допомоги: ракети для систем протиповітряної оборони IRIS-T, колісні гаубиці Zuzana-2 та машини кінетичного захисту. До переліку виділеної допомоги увійшли:неназвана кількість боєприпасів для танків Leopard-2; близько 40 тисяч снарядів для САУ Gepard; 27 тисяч артилерійських боєприпасів калібру 155 мм; 1000 артилерійських боєприпасів калібру 122 мм; 70 розвідувальних БПЛА VECTOR та запчастини до них; 150 БПЛА HF-1; 20 наземних безпілотників;6 броньованих машин для евакуації Bergepanzer-2 та запчастини до них; 4 машини розмінування WISENT-1 та запчастини до них; 2 плуги для розмінування; 41 наземна радіолокаційна станція спостереження; 917 протитанкових гармат RGW 90; штурмові гвинтівки G3; 800 штурмових гвинтівок MK 556.

### 8 травня
ЗСУ ліквідували 1200 окупантів, знищили 2 танки, 10 ББМ, 50 артсистем та 1 засіб ППО противника. Сили ППО збили 20 російських БПЛА, 6 локаційно втрачені. ЗС РФ у перший день «перемир'я» намагалися наступати на 10 напрямках.
Бійці 13 бригади НГУ Хартія звільнили лісовий масив на північ від Липців Харківської області площею більше 200 га, бої за цю ділянку фронту тривали майже пів року. Бої за цю ділянку фронту тривали майже півроку, з листопада 2024 року. Завдяки злагодженій роботі підрозділів росіяни змогли відбити наступ і відновити контроль над важливим у природному і тактичному відношенні районом, при цьому російські війська втратили майже 1 500 солдатів убитими і пораненими та понад 375 одиниць техніки і озброєння. Про це повідомив ресурс DeepState.
РФ у односторонньому порядку запровадила перемир'я на День Перемоги і звинуватила Україну в його порушенні, незважаючи на те, що українська сторона не погоджувалася з «перемир'ям». Київ наголошував на готовності України дотримуватися бажаного Трампом 30-денного перемир'я напередодні переговорів. ЗСУ просунулися у Курській області та поблизу Торецька. Російські війська просунулися у Курській та Сумській областях, а також поблизу Куп'янська, Боровської, Торецька, Курахового та Великої Новосілки.
Нідерланди домовились з Румунією створити навчальний центр для українського персоналу з технічного обслуговування літаків F-16 на авіабазі Фетешті.
Квітень став найсмертоноснішим серед цивільних осіб в Україні з вересня 2024 року: щонайменше 209 людей загинули, ще 1146 зазнали поранень. Про це йдеться у доповіді Моніторингової місії ООН з прав людини в Україні.
Верховна Рада України 338 голосами депутатів схвалила угоду щодо корисних копалин між США та Україною.

### 9 травня
ЗСУ ліквідували 1300 загарбників, знищили 4 танки, 36 артсистем, 1 РСЗВ та засіб ППО, сталося 196 зіткнень. ЗСУ уразили сім районів зосередження особового складу та техніки, пункт управління БПЛА, три артилерійські системи та ще дві інші важливі цілі загарбників. ЗС РФ нанесли по ЗСУ та населених пунктах 34 авіаударів, зокрема скинули 69 керованих бомб, здійснили 4100 обстрілів, з них 35 — із реактивних систем залпового вогню, та залучив для ураження 2174 дрони-камікадзе. Агресор завдавав авіаударів, зокрема по районах населених пунктів Бояро-Лежачі, Дорошівка, Манухівка, Нова Слобода Сумської області.
Російські війська дронами та з артилерії атакували Нікопольський район Дніпропетровської області, внаслідок чого постраждала одна людина, зайнялася пожежа та пошкоджені житлові будинки.
Російські війська близько 15:30 завдали авіаударів по селу Манухівка на Сумщині, загинула жінка, чоловік отримав поранення. Російські окупаційні війська атакували дронами Біленьке та Малокатеринівку Запорізької області, один мирний житель дістав поранення.
До Львова прибули делегації 35 країн та Ради Європи. Європейські міністри відвідали Поле почесних поховань на Личаківському цвинтарі, де поховані українські військові. Євросоюз офіційно оголосив про намір виділити майже 1,9 млрд євро на військову підтримку України. Це буде зроблено за рахунок прибутків від заморожених активів РФ.
Підрозділи 7-го окремого полку військ безпілотних систем армії РФ були вперше публічно представлені під час параду 9 травня у Москві. Штатна чисельність мала складати 1342 військовослужбовці, при цьому на початок квітня 2024 року укомплектованість становила 94 %.
Велика Британія ввела санкції проти щонайменше 100 нафтових танкерів тіньового флоту РФ, які відповідальні за перевезення вантажів на суму понад 24 млрд дол. з початку 2024 року. До списку включили п'ятьох громадян Азербайджану: Тахіра Гараєва, Ахмеда Керімова, Анара Мадатлі, Талата Сафарова та Етібара Ейюба. Вони керують нафтовою компанією Coral Energy Group. Крім цього, Британія додала до переліку російську страхову компанію «Злагода», дві компанії з Гонконгу — BX Energy та Nord Axis Ltd, а також норвезьку Romarine AS.
ГУР показало безпілотні катери з дронами-камікадзе для операцій в Чорному морі.
Росія проводить масштабне розширення заводу у віддаленій частині Сибіру з метою нарощення виробництва потужної вибухівки, яка використовується в артилерійських снарядах та іншому озброєнні, задіяному у війні проти України. Зібрані Reuters докази свідчать, що місцем розгортання виробництва став «Бийский олеумный завод», де має бути налагоджений випуск гексогену, не виключається і можливість виробництва подібної вибухової речовини — октогену (HMX), оскільки у документах ідеться про виробництво уротропіну та зберігання азотної кислоти — хімікатів, необхідних для обох типів вибухівки.

### 10 травня
За добу ЗС РФ втратили 1310 солдатів і 106 авто. Речник Кремля Дмитро Пєсков відкинув чергову пропозицію про загальне припинення вогню на тлі постійних російських вимог про те, що майбутнє перемир'я має включати умови, які підтримують довгострокову мету Росії — взяти під контроль всю Україну, а також дозволять РФ відновити наступ із вигідніших позицій у вибраний нею час. ЗСУ просунулися у Курській області, а російські війська — поблизу Торецька, Покровська та Курахового.
Внаслідок атаки дрона РФ поранення зазнав поранення в Дніпровському районі Херсона внаслідок атаки дрона РФ поранення зазнав 58-річний чоловік.
Делегація у складі Президента Франції Еммануеля Макрона, канцлера Німеччини Фрідріха Мерца, прем'єр-міністрів Британії та Польщі Кіра Стармера і Дональда Туска прибули до Києва. Вони закликали РФ погодитися на 30-денне припинення вогню та запевнили у збільшенні підтримки України. Україна, США та ЄС підготували 22 умови для припинення вогню.
Кім Чен Ин заявив, що участь КНДР у війні Росії проти України була «виправданою», назвавши її виявом суверенного права на захист «братнього народу».
У Росії в почав працювати сайт Єдиного реєстру військового обліку. Згідно з поправками до закону «Про військовий обов'язок», повістка вважається врученою через сім днів після її публікації в реєстрі. Після цього призовнику обмежують виїзд із країни.
США схвалили передачу Україні 125 ракет великої дальності і 100 зенітних ракет Patriot з Німеччини.

## 11—20 травня

### 11 травня
За добу ЗСУ ліквідували 1310 росіян і систему ППО. ЗС РФ запустили по Україні 108 БПЛА, збито 60, 41 локаційно втрачений. ЗС РФ атакували Попівську громаду Конотопського району. Пошкоджені нежитлові приміщення, виникли пожежі. Рятувальники ліквідували виявлені осередки горіння. ЗСУ просунулися в Курській області.
Путін вночі запропонував Україні поновити переговори з РФ у Стамбулі 15 травня «без попередніх умов».
Туреччина готова прийняти переговори щодо припинення вогню та встановлення постійного миру між Росією та Україною, заявив президент Реджеп Таїп Ердоган у розмові з президентом Франції Еммануелем Макроном. Ердоган заявив Макрону про «історичний поворотний момент» у зусиллях щодо припинення війни в Україні. Він додав, що цією можливістю необхідно скористатися, а Туреччина готова надати всіляку підтримку, включаючи проведення переговорів, для досягнення припинення вогню і тривалого миру.
Президент Зеленський заявив, що очікує від РФ на припинення вогню від 12 травня і чекатиме на Путіна в Туреччині 15 травня.
Контратака української 100-ї ОМБ біля Торецька Донецької області, до якої було залучено понад два десятки одиниць техніки й значна кількість піхоти, була невдалою. У DeepState зазначають, що в операції були допущені критичні помилки: швидкий рух колони відкритою місцевістю, що дало змогу російським FPV завдати відчутного ураження. Також бракувало артилерійської підтримки, дронів, а дії особового складу не супроводжувалися чітким планом на випадок непередбачуваних обставин.
ЗС РФ протягом всього дня обстрілювали Харківську область, вдарили по селу Баранівка, поранили з дрона двох місцевих жителів. У селі Садовод пошкоджено житловий сектор, постраждали люди.
Місто Рильськ Курської області зазнало ракетного удару, уражено пункт дислокації 40-ї бригади морської піхоти Збройних сил Росії. На місці зафіксовано «приліт» та руйнування.

### 12 травня
ЗСУ ліквідували 1170 окупантів, знищили 8 танків, 27 ББМ, 48 артсистем та 3 засоби ППО. Росія, всупереч пропозиції щодо припинення вогню, вночі атакувала Україну 108 БПЛА. ППО збили 55 дронів, 30 локаційно втрачені, постраждали Одещина, Миколаївщина, Донеччина та Житомирщина.
Вночі безпілотниками атакували школу в Корюківському районі Чернігівщини, пошкодивши вікна, двері, покрівлю та фасад. Росіяни здійснили чергову атаку дронами на Одещину — під удар потрапив Білгород-Дністровський. Внаслідок цієї атаки серйозно постраждала цивільна інфраструктура міста: були пошкоджені житлові будинки, адміністративна будівля та пожежна частина.
Вночі росіяни атакували вантажний потяг і Донецькій області fpv-дроном, поранення зазнав машиніст.
Росія продовжила атакувати Україну під час одностороннього «перемир'я» на День Перемоги.
ЗСУ просунулися в напрямку Торецька, тоді як росіяни здійснили просування поблизу Торецька, Покровська та Новопавлівки в Донецькій області. Геолокаційні матеріали показали, що російські війська зайняли село Котларівка поблизу Новопавлівки.
Президент Зеленський підписав закон про ратифікацію угоди між урядами України та США щодо рідкісноземельних металів.
Українська розвідка виявила, що Росія почала використовувати нову крилату ракету (дальністю 500 км) під назвою S8000 «Бандероль», яка використовує значну кількість іноземних компонентів з Китаю, Японії, США та Південної Кореї. Ракета була розроблена і виготовлена ВАТ «Кронштадтські технології». Вона має максимальну швидкість 620—650 км/год і крейсерську швидкість 520—560 км/год. Вона оснащена 150-кілограмовою осколково-фугасною бойовою частиною загальною вагою 114,3 кг, з яких 49,5 кг — вибухова речовина.
ЄС виділить 900 млн євро із заморожених активів РФ на озброєння і боєприпаси для України.

### 13 травня
ЗСУ ліквідували 1070 окупантів, загальні втрати РФ перевищили 968 тис.. Також ЗСУ знищили 62 артсистеми і 14 ББМ противника і спостережний комплекс «Муром-М». ЗС РФ генерували достатню кількість сил для заміщення втрат і збільшення чисельності угруповання в Україні, незважаючи на жертви. ЗСУ просунулися в напрямку Торецька, ЗС РФ просунулися в напрямку Лиману, Торецька, Покровська, Великої Новославки та Сумської області.
Росія атакувала в напрямках Харкова, Куп'янська, Лиману, Сіверська, Краматорська, Торецька, Покровська, Новопавлівська, Запоріжжя та Херсона, де відбулося 163 зіткнення. ЗС РФ здійснили ракетний наліт, 78 авіаударів, 2983 польоти безпілотників та 93 обстріли ЗСУ і населених пунктів. Тривала операція в Курській області, де ЗС РФ здійснили 12 обстрілів, 264 артилерійських обстріли, 11 артобстрілів та 18 авіаударів, застосувавши 34 авіаційні бомби по ЗСУ. Українська авіація та артилерія завдали ударів по 14 місцях зосередження, зенітному комплексу та двом артилерійським установкам.
В результаті російських атак на північному сході Харківської області (Нечволодівка, на захід від Куп'янська) загинули щонайменше двоє людей, серед яких 80-річний чоловік і 70-річна жінка. За його словами, ще троє жінок і чоловік, усі пенсійного віку, отримали поранення від авіабомб. За даними Повітряних сил Збройних сил України, росіяни атакували Україну за допомогою 10 безпілотників Shahed-136/131 і безпілотних літаків різних типів, запущених з Приморсько-Ахтарська. Українська протиповітряна оборона збила всі безпілотники. Крім того, російська армія обстріляла Нікопольський район Дніпропетровської області з «Градів» та артилерії, а також атакувала за допомогою безпілотників.
Україна та США підписали ще дві угоди для офіційного запуску спільного інвестиційного фонду для відновлення в рамках українсько-американської Угоди про мінеральні ресурси. Воно також підтвердило, що угода не містить боргового застереження і що фонд несе повну відповідальність за інвестиції в Україну.
Канцлер Німеччини Фрідріх Мерц заявив, що ЄС підтримує зусилля Зеленського щодо припинення вогню, але якщо цього тижня не буде досягнуто прогресу в питанні припинення війни в Україні, а Путін відмовиться від участі, ЄС готовий значно посилити санкції проти Росії, а також оголосити про нові комплексні санкції. Він також стверджував, що подальші поступки з боку України на переговорах будуть невиправданими, якщо Росія продовжуватиме атакувати цивільні об'єкти.
Британська Financial Times процитувала неназваних представників української розвідки, які заявили, що в той час як Росія і Україна, можливо, ведуть прямі переговори про припинення війни, Росія, схоже, готується до масштабного наступу в Україні і перекидає війська до ключових позицій на лінії фронту.
СБУ заарештувала колишнього співробітника Рівненської атомної електростанції за підозрою у співпраці з російською військовою розвідкою (СЗР) з метою сприяння в атаках безпілотників на лінії електропередач об'єкта. Підозрюваний звільнився з роботи на АЕС ще до початку війни, а навесні 2025 року з ним зв'язався офіцер зв'язку СЗР і запропонував співпрацю в обмін на гроші. Потім він спробував встановити GPS-локатор на одному з основних стовпів лінії електропередач, але чоловіка зупинили, коли він намагався активувати модуль стеження.

### 14 травня
За добу ЗСУ ліквідували 1240 окупантів, три системи ППО і 14 бойових броньованих машин, просунулися в районі Покровська, а російські війська — в напрямку Куп'янська, Торецька, Курахового та Великої Новосілівки.
РФ наступала до Харкова, Куп'янська, Лиману, Сіверська, Краматорська, Торецька, Покровська, Новопавлівська, Запоріжжя та Херсона, відбулося 168 зіткнень. ЗС РФ здійснили ракетний наліт, 68 авіаударів, 3327 польотів БПЛА та 151 обстріл ЗСУ і населених пунктів. Тривала операція в Курській області, де ЗС РФ здійснили дев'ять обстрілів, 210 артилерійських обстрілів, чотири обстріли та шість авіаударів, застосувавши шість авіаційних бомб. ЗСУ завдали ударів по трьох місцях зосередження, чотирьох артилерійських установках та радіолокаційній системі. В Краматорську росіяни обстріляли промислову зону міста.
ЗС РФ атакували Україну з використанням балістичної ракети «Іскандер-М/КН-23» (запущена з Криму) та 145 безпілотників і пускових установок «Shahed-136/131» різних типів, запущених (з Брянська, Курська, Орла, Шаталова, Міллерова та Приморсько-Ахтарська). ЗСУ знищили 8 БПЛА, двоє людей поранено внаслідок російського авіаудару в Рівненській області.

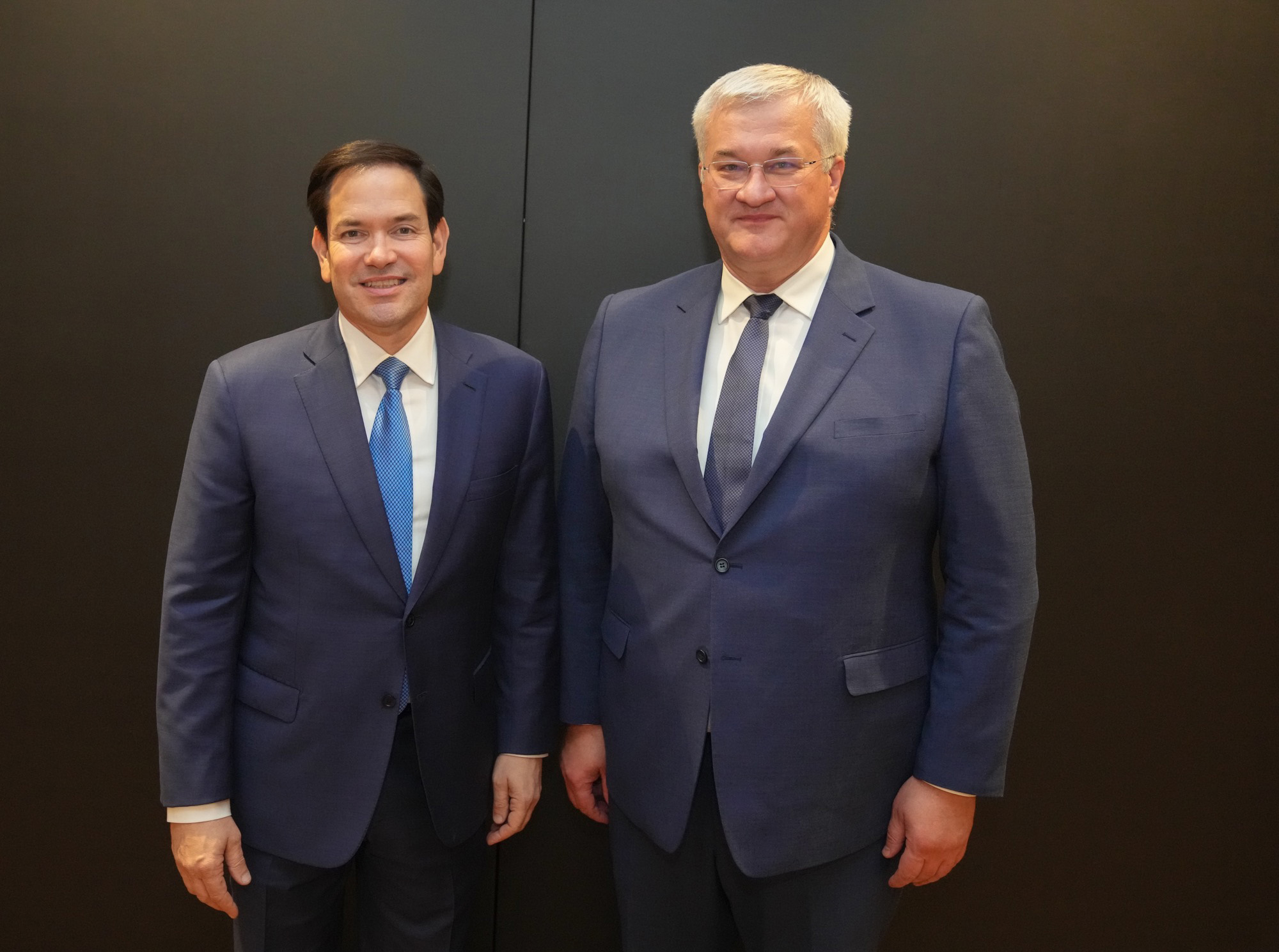
Зустріч Міністра закордонних справ України Андрія Сибіги з Державним секретарем США Марко Рубіо в Анталії, Туреччина

ЗС РФ обстріляли ракетами Суми, загинули щонайменше троє і дев'ятеро отримали поранення. Ракета влучила у промислову зону.
Делегацію РФ на переговорах у Стамбулі очолив радник Путіна і архітектор пропаганди Володимир Мединський, також до її складу увійшли заступник міністра МЗС Михайло Галузін, директор ГРУ Ігор Костюков і заступник міністра оборони Олександр Фомін. Самого Путіна у списку делегатів не було. Днем пізніше Зеленський заявив, що він також не буде присутнім на переговорах, а делегацію очолить міністр оборони Рустем Умєров.
Франція віддасть Україні всі виготовлені у 2025 році САУ Caesar.

### 15 травня
ЗСУ ліквідували 1220 окупантів, гелікоптер і 140 БПЛА. Загалом ворог втратив за добу 263 одиниці техніки. збили 62 з 110 російських БПЛА, 29 локаційно втрачені, постраждали Сумська, Дніпропетровська, Полтавська, Київська й Івано-Франківська області.
На Новопавлівському напрямку російські штурмові підрозділи на бронетехніці намагалися прорватися до Дніпропетровської області, росіяни залучили п'ять танків, 12 бронемашин і 25 мотоциклів. Колони рухалися з трьох напрямків. ЗСУ знищили понад 70 окупантів, два танки, шість бронемашин, два автомобілі та 14 мотоциклів. Під Покровськом ЗСУ знищили комплекс «Муром-М».
У Херсоні внаслідок артобстрілу загинула 49-річна жінка. Крім того, російські війська атакували з дрона 71-річного велосипедиста у місті Берислав на Херсонщині.
ЗМІ з посиланням на нерозголошених представників української розвідки заявило, що Росія, схоже, готує широку атаку, переміщуючи війська до ключових позицій на фронті. ЗС РФ протягом тижня захопили територію на сході Донецької області, зокрема навколо міст Покровськ і Торецьк. Третина ворожих атак зосереджена на Покровському напрямку.
Президент Зеленський зустрівся з президентом Туреччини Реджепом Таїпом Ердоганом в Анкарі. США не очікують прориву в переговорах щодо війни в Україні, доки лідери США та РФ не зустрінуться віч-на-віч.
Росія застосовує об'єднане угруповання військ загальною чисельністю до 640 тисяч осіб, бойові дії тривають на ділянці фронту в 1100 км.
Путін змінив головнокомандувача Сухопутними військами, Олега Салюкова замінив генерал-полковник Андрій Мордвичев, відомий «м'ясними штурмами».
Бійці 63-ї бригади збили рідкісний російський БПЛА Zala Z-20, нібито оснащений ШІ, цим БПЛА росіяни хизувалися на параді 9 травня в Москві.

### 16 травня
ЗСУ ліквідували 1100 окупантів і знищили 13 танків, 32 ББМ, 36 артсистем, та засіб ППО, РФ атакувала Україну 112 БпЛА, збито 73, а 36 локаційно втрачені, постраждали Одещина, Житомирщина, Чернігівщина, Миколаївщина та Київщина. ЗСУ просунулися під Торецьком.
Вночі українські дрони атакували Крим, під удар потрапив склад боєприпасів у районі Перевального, де дислокується 126-а окрема бригада берегової оборони ЧФ РФ, є відомості про загиблих та поранених військових. У Міноборони РФ вранці прозвітували про збиття 43 БПЛА над акваторією Чорного моря і ще 21 дрона  — у Криму. У Мінтранспорту регіону повідомляли про часткове обмеження руху трасою Сімферополь — Алушта (проходить через Перевальне). Однак згодом обмеження зняли.
У Херсоні під російський обстріл потрапили соцпрацівники Херсонської МВА, одну людину поранено. У Бериславі через російську атаку загинув чоловік, згодом загарбники скинули вибухівку на авто в облцентрі, поранивши ще двох.
Україна повернула тіла 909 полеглих захисників за результатами спільної роботи Коордштабу, Генштабу ЗСУ, СБУ, МВС, Офісу омбудсмена з прав людини, Секретаріату уповноваженого з питань осіб зниклих безвісти за особливих обставин, ДСНС. Повернення загиблих захисників також сприяв Міжнародний комітет Червоного Хреста.

### 17 травня
ЗСУ ліквідували 910 окупантів, знищили 6 танків, 7 ББМ та 34 артсистем противника. ЗС РФ вночі атакували Україну 62 ударними БпЛА. З них 36 були збиті, ще шість — «локаційно втрачені», постраждали Сумщина, Одещина, Харківщина, Дніпропетровщина та Донеччина.
За даними ISW, російська делегація в Стамбулі нібито представила свої вимоги щодо остаточної мирної угоди як попередні умови, які Україна повинна виконати, перш ніж Росія погодиться на припинення вогню. Більшість російських вимог суперечать мирному плану, запропонованому президентом США Дональдом Трампом. ЗСУ просунулися біля Лиману, а росіяни — біля Часів Яру, Торецька, Покровська, Новопавлівки та Курахового.
ЗС РФ атакували шахедами на кількох напрямках. Одна група «Шахедів» рухається через захід Донецької області та схід Дніпропетровської, прямують у бік Харківської області. Окрім того, ворожі ударні дрони запущені з Бєлгородської області Російської Федерації направляються на південні райони Сумської області.

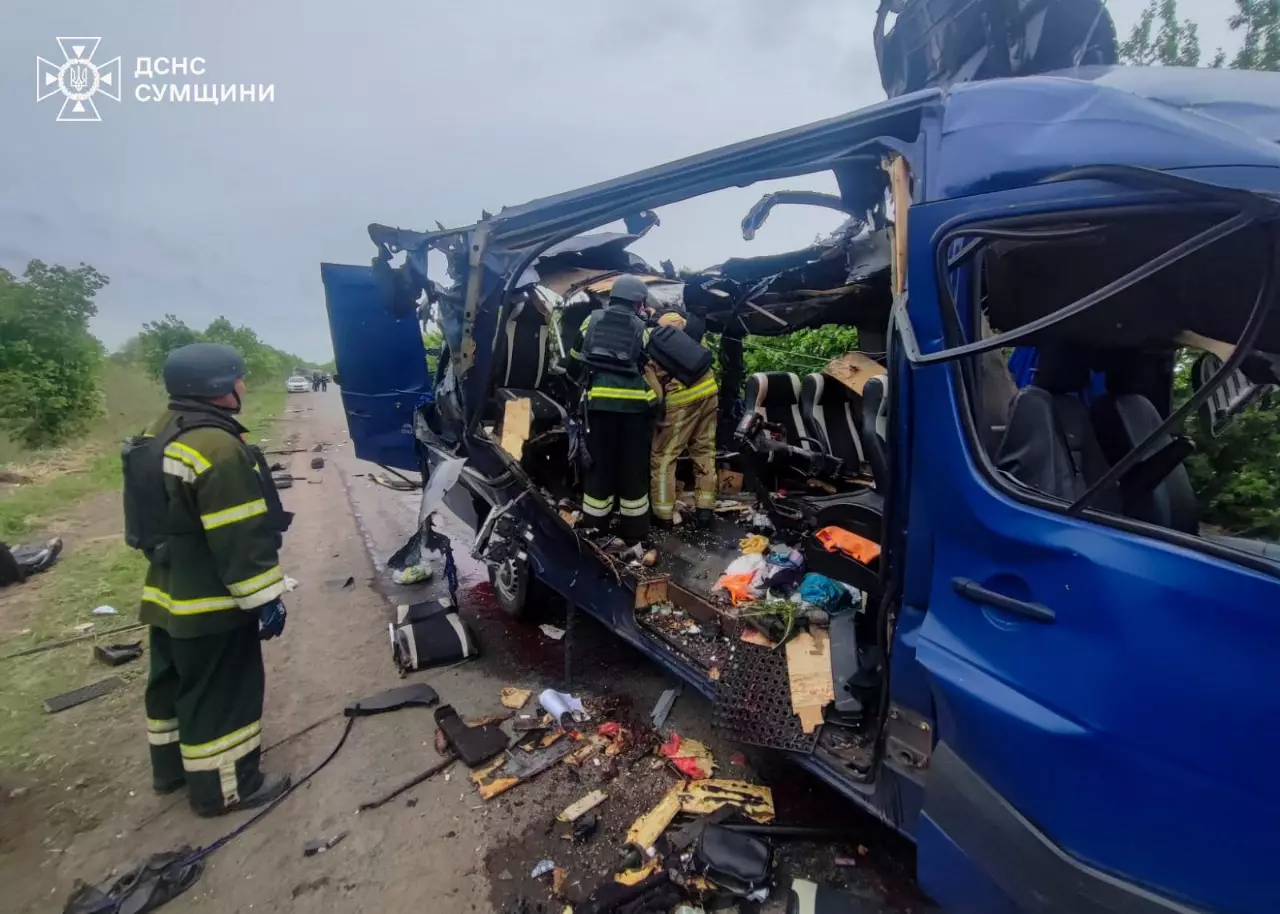
Наслідки влучання дрона по автобусу біля Білопілля

Війська РФ атакувала евакуаційний автобус на Сумщині біля Білопілля, дроном Ланцет. Дев'ять людей загинуло, ще 7 зазнали поранень.
У Коломні Московської області ліквідовано 74-річного інженера-конструктора Володимира Недошивіна — одного з розробників ракетного комплексу «Іскандер».
Міністр оборони Бельгії частково розкрив плани з передачі військової допомоги на 2025 рік. Зокрема, Бельгія передасть Україні 20 систем ППО Cerber. З 1 млрд євро, виділених Бельгією Україні впродовж 2025 року, 650 млн євро спрямовано на закупівлю у бельгійських компаній. Ці кошти були залучені завдяки податковим надходженням від заморожених російських активів у банку цінних паперів Euroclear.
Італія оголосила про надання Україні 11-го пакету військової допомоги у вигляді 400 бронетранспортерів M113 та супутникової системи спостереження для посилення обороноздатності України.

### 18 травня
ЗСУ ліквідували 1130 окупантів, 38 артсистем і 91 авто. ЗС РФ здійснили рекордну атаку з 273 БПЛА з п'яти напрямків. Збито 88 дронів, 128 локаційно втрачені, постраждали Київська, Дніпропетровська та Донецька області. На Київщині через нічну атаку дронів в Обухівському районі загинула жінка, є поранені. У Херсоні російський дрон скинув вибухівку на автомобіль. Поранення отримали двоє чоловіків.
ЗСУ зірвали спробу РФ перетнути кордон України у Харківській області.
Данія оголосила про 26-й пакет військової допомоги Україні загальним обсягом понад 4,2 млрд данських крон (понад €560 млн), котрий реалізують у період 2025—2028 років.
Президент Зеленський подякував прем'єр-міністром Австралії Ентоні Албенізі за підтримку України та наголосив, що танки M1A1 Abrams, що передала влада Австралії, вже воюють в Україні.

### 19 травня
ЗСУ ліквідували 1040 росіян і 123 одиниці військової техніки. ЗС РФ атакували Україну 112 БпЛА, збито 41, 35 локаційно втрачені, постраждали Харківщина, Сумщина, Донеччина, Черкащина та Кіровоградщина. ЗС РФ здійснили артилерійський обстріл Херсона, зруйновано будинок, одна людина загинула, ще троє дістали поранення.
Відбулася телефонна розмова між Трампом та Путіним. Після цього Трамп поспілкувався з Зеленським та президентом Єврокомісії Урсулою фон дер Ляєн, президентом Франції Еммануелем Макроном, прем'єр-міністром Італії Джорджією Мелоні, канцлером Німеччини Фрідріхом Мерцем і президентом Фінляндії Александром Стуббом. Трамп вирішив не запроваджувати санкції проти Росії, оскільки «існує шанс на прогрес в переговорах».
Фінляндія постачатиме Україні артилерійські боєприпаси за кошти із заморожених російських активів. Закупівлі відбуватимуться у фінських виробників.
Країни ЄС погодили створення фонду позик на €150 млрд, котрий дозволить державам-членам брати кредити у Брюсселя для закупівлі озброєння через спільні тендери. Ініціатива є частиною масштабного переоснащення оборонного сектору Європи на тлі повномасштабної війни Росії проти України та закликів Дональда Трампабільше інвестувати у власну безпеку.

### 20 травня
Протягом дня ЗСУ знищили 1030 окупантів, загальні втрати РФ перевищили 975 тис.. ЗС РФ атакували Україну 108 БпЛА, ППО знешкодили 93, ще 58 локаційно втрачені, постраждали Донеччина, Дніпропетровщина, Сумщина та Житомирщина. У Дніпропетровській області внаслідок нічної атаки є пошкодження у двох районах, у Павлоградському районі пошкоджено фермерське господарство, у Синельниківському районі є руйнування на території підприємства. Протягом доби відбулося 129 бойових зіткнень, ворог завдав 57 авіаударів та застосував 984 дрони, здійснив понад 3500 обстрілів.
Внаслідок обстрілів Херсона постраждали 10 людей, росіяни вдарили дроном по маршрутному автобусу з пасажирами, п'ятеро людей поранення. Внаслідок артилерійського обстрілу було відомо про щонайменше п'ятьох постраждалих. Вдень по Шосткинській громаді росіяни завдали ракетного удару. Пошкоджена інфраструктура підприємства.
На тимчасово окупованій території Херсонської області, між Скадовськом й Антонівкою, підірвався автомобіль, всередині якого перебували «кадирівці».
ЄС схвалив 17-й пакет санкцій проти Росії, спрямований проти майже 200 кораблів тіньового флоту. До списку, зокрема, увійшли «Сургутнефтегаз» і страхова компанія ВСК. У рамках 17-го пакета до санкційних списків додаються 75 нових людей і компаній, а також близько 200 суден «тіньового флоту» РФ, у межах санкційного режиму за гібридну діяльність проти країн Заходу запроваджуються секторальні заходи, а також індивідуальні санкції проти 27 людей і компаній у РФ, а у межах санкцій за грубі порушення прав людини до списків додаються ще 28 людей і компаній з Росії.
Також за використання хімічної зброї під обмеження потрапили війська радіохімічного та біологічного захисту РФ, 27-й науковий центр та 33-й Центральний науково-дослідний і випробувальний інститут міністерства оборони Росії.
Висока представниця ЄС Кая Каллас заявила, що якщо Росія не припинить вогонь, ЄС відповість санкціями.
З початку 2022 року затримано майже 30 тис. осіб під час спроби незаконного перетину кордону. Незаконно перетнули кордон ще 44 тисяч 900 осіб. Стосовно незаконного перетину кордону порушено понад 7 тисяч кримінальних справ, проте реальних вироків суду було близько 400. Також зафіксовані випадки перетинання лінії зіткнення з подальшим виїздом за кордон через тимчасово окуповану територію і РФ, та виїзд через систему «Шлях» (як водія, який здійснює перевезення медичних та гуманітарних вантажів або водія з міжнародних перевезень вантажів та пасажирів).
У Росії правоохоронні органи виявили більше 80 тисяч мігрантів, які отримали російське громадянство, але не стали на військовий облік, і відправили кожного четвертого з них воювати проти України.
6 військовослужбовців загинули, понад 10 гвардійців дістали поранення через ракетний удар росіян по полігону на Сумщині. Командира відсторонили на час розслідування. Перед тим росіяни показали кадри, на яких вони наносять удар Іскандером по полігону в Сумській області, де тренувалися українські військові. До того над місцем висів російський дрон

## 21—31 травня

### 21 травня
Вночі БПЛА ЗСУ уразили Болхівський завод напівпровідникових приладів у Орловській області. Продукція заводу використовується в системах зв'язку, управління, РЕБ і тренажерах для танків і ракетних комплексів. Також повідомляли про атаку трьох БПЛА Московської області, мер Москви Сергій Собянін заявив, що російське ППО нібито «відбило атаку».
Російські дрони атакували промислові об'єкти Сумської громади. Сталося часткове руйнування будівлі, також виникла масштабна пожежа.
Російський дрон атакував селище Білозерка Херсонської області, постраждали п'ятеро жінок. ЗС РФ завдали авіаударів бомбами ФАБ-500 по Нечволодівці та Куп'янську, постраждали троє мирних жителів.
Війська РФ атакували автомобіль співробітників Укрпошти у с. Приморському Василівського району Запорізької області, дві людини травпмовано.
З початку операції на Курському напрямку армя РФ втратила 63 402 військовослужбовця, з них 25 625 убитими. У полон взятий 971 ворожий воїн. Знищено або пошкоджено 5664 одиниць озброєння та військової техніки рф.
Україна отримає шість сучасних безпілотних наземних машин ROCUS, створених на базі естонської платформи THeMIS компанії Milrem Robotics. Роботи будуть оснащені системами розмінування та передані ДСНС для швидкого очищення територій.

### 22 травня
За добу ЗСУ ліквідували 870 окупантів і 32 артилерійські системи, просунулися біля Торецька, а російські війська — біля Вовчанська, Торецька та Великої Новосілки.
РФ атакувала в напрямках Харкова, Куп'янська, Лиману, Сіверська, Краматорська, Торецька, Покровська, Новопавлівська, Гуляйполя та Запоріжжя, де відбулося 141 бойове зіткнення. Протягом доби російські війська здійснили два ракетних удари, 56 авіаударів, 3 тис. вильотів БПЛА та 164 обстріли українських позицій і населених пунктів. Тривала операція в Курській області, де російські війська здійснили 21 штурм, 230 артилерійських обстрілів, сім артобстрілів та 16 авіаударів, застосувавши 23 авіабомби по українських позиціях. Українська авіація та артилерія завдали ударів по 14 місцях зосередження, 11 артилерійських підрозділах, чотирьох командних пунктах і складу боєприпасів.
Вночі війська ЗС РФ запустили по Україні ракету Іскандер-М із району Таганрогу і 128 БПЛА (з Міллерово, Курська і Приморсько-Ахтарська, а також Чауда в АР Крим). ППО знищила 112 БпЛА, 74 збито, 38 локаційно втрачені та подавлені РЕБ
Система моніторингів пожеж FIRMS зафіксувала спалах на території Рязанського НПЗ після атаки українських дронів. Крім того, атаковано оборонний завод у Тулі. Повідомлялося про збиття нібито щонайменше 5 дронів над заводом.
Внаслідок атаки російського БпЛА постраждала одна людина в Оріхові, Запоріжської області. Внаслідок ворожого обстрілу артилерією у Бериславі загинули жінка та чоловік.
Російські війська вдарили дронами по Великому Бурлуку на Харківщині, зруйновавши двоповерхову адміністративну будівлю та цивільне підприємство. ЗС РФ атакували місто Костянтинівка і селище Райгородок на Донеччині. Двоє цивільних загинули, ще зазнали поранень.
У російському Кургані скоєно напад воєнного злочинця Андрія Кондратьєва, головного конструктора військового підприємства «Курганприбор», одного з провідних у ВПК Росії.
Велика Британія закликала союзників по G7 знизити граничну ціну на російську нафту для подальшого тиску на Путіна та припинення війни.
Двопартійний законопроєкт Сенату США про санкції проти Росії має вже 81 підписанта. Республіканець Ліндсі Грема заявив, що хоча «США прагнуть миру, переважній більшості Сенату стає дедалі ясніше, що Путін грає в ігри і Сенат готовий діяти, якщо ці ігри триватимуть».
Путін заявив про намір створити так звану «буферну зону безпеки» вздовж українсько-російського кордону, що нібито має охопити частини Чернігівської, Сумської, Харківської, Дніпропетровської, Миколаївської та Одеської областей.

### 23 травня
ЗСУ ліквідували 1050 окупантів, знищили 187 одиниць військової техніки. Вночі ЗС РФ атакували Україну ракетою Іскандер-М і 175 БпЛА, знешкоджено 150 БпЛА, 91 збито, 59 — локаційно втрачені/подавлені РЕБ. Постраждали Сумщина, Дніпропетровщина, Донеччина, Харківщина, Київщина, Житомирщина, Одещина, Чернівеччина та Івано-Франківщина.
Внаслідок масованої атаки дронів знищено будівлю підприємства в Полтавській області, пошкоджено сім будинків та постраждала одна людина.
Українські військові уразили вночі ПАТ Енергія у місті Єлець Липецької області РФ — один з найбільших в Росії виробників хімічних джерел струму. Підприємство є єдиним виробником батарей для модулів планерування і корекції, що встановлюються на авіаційні бомби.
В районі селища Наришкіно Урицького району Орловській області розбився російський вертоліт Мі-8, всі троє членів екіпажу загинули.
ЗС РФ обстріляли Херсон, загинули двоє цивільних.
Українська авіація вдень завдала удару по передовому командному пункту 3-го армійського корпусу окупантів в Бахмуті (ТОТ Донецької області). За даними військових, цей удар серйозно знизив здатність окупантів планувати та проводити операції на Покровському напрямку, який є одним з найбільш напружених ділянок на фронті.
Російські агресори атакували двома балістичними ракетами Одесу, одна людина загинула, вісьмох поранено.
Війська РФ завдали ракетного удару по Чугуєву, одна людина загинула та двоэ зазнали поранень.
В Координаційному штабі підтвердили, що в Україну повернули 270 військових і 120 цивільних. Міністр оборони України пообіцяв, що в найближчі дні повернуть решту українців в рамках досягнутої в Стамбулі домовленості про обмін «1000 на 1000» В рамках обміну Україна відправила в РФ 70 колаборантів, cеред них ті, хто здавали позиції Сил оборони, шпигували на користь РФ, працювали на окупантів на підконтрольних їм територіях. Деякі з них представлені в проекті «Хочу к своим»
Україна та Швеція домовились про модернізацію літаків. Мова про оснащення українських літаків сучасними радарами, засобами захисту і радіоелектронної протидії. Про це йшлося під час зустрічі заступника міністра оборони з питань розвитку авіації Олександра Козенка зі шведською делегацією, яку очолив директор відділу у справах України компанії SAAB Томас Лінден, повідомляє Міноборони України.

### 24 травня
ЗСУ ліквідували 1130 окупантів, знищили багато ворожої військової техніки, зокрема, 11 танків, 47 ББМ, 36 артсистем, 5 РСЗВ, 2 засоби ППО, 232 БПЛА. Вночі війська ЗС РФ здійснив удар по Україні 14 балістичними ракетами Іскандер-М/KN-23, також протягом ночі ворог атакував 250 БпЛА. Основний напрямок атаки — Київ. Постраждало 15 осіб. Збито 6 ракет та знешкоджено 245 БпЛА, 128 збито, 117 локаційно втрачені, постраждали об'єкти на Київщині, Дніпропетровщині, Одещині, Харківщині, Донеччині та Запоріжжі. Росія модернізувала балістичні ракети, що ускладнило роботу для систем Patriot. Йдеться про відстріл радіолокаційних пасток, які кожна ракета може відстрілювати під час уже заходу на ціль.
МО РФ заявило, що ППО начебто збила 94 українські БПЛА: 64 над Білгородщиною, 24 — над Брянщиною, по два — над Курською та Липецькою областями, і по одному над Воронезькою та Тульською областями. Заявляють, про повторну атаку на ПАТ «Енергія» в місті Єлець.
Також вранці дрони атакували хімічне підприємство Азот у Тульській області Росії, там виникла пожежа. Удар припав на об'єкт військової промисловості.
Україна та РФ, провели другий етап обміну полоненими у рамках формату «1000 на 1000». Додому вдалося повернути 307 військовослужбовців, в тому числі в Україну повернули 27 захисників Маріуполя.
Після витіснення ЗСУ з Курської області, ЗС РФ чисельністю до 50 тис. зосередилися за кордоном з Харківщиною. Аналітики та військові припускають, що Росія може готуватися до нового наступу, однак масштаб і напрям цих дій поки залишаються неясними.
Вночі безпілотниками ГУР було завдано на залізничній ділянці Верхній Токмак — Молочанськ — Федорівка по поїзду, що займався транвортуванням пального. Рухомий склад було уражено у селищі Новобогданівка Мелітопольського району, за координатами 47.0913824, 35.3175684. населений пункт знаходиться у 50 км від лінії бойового зіткнення.

### 25 травня

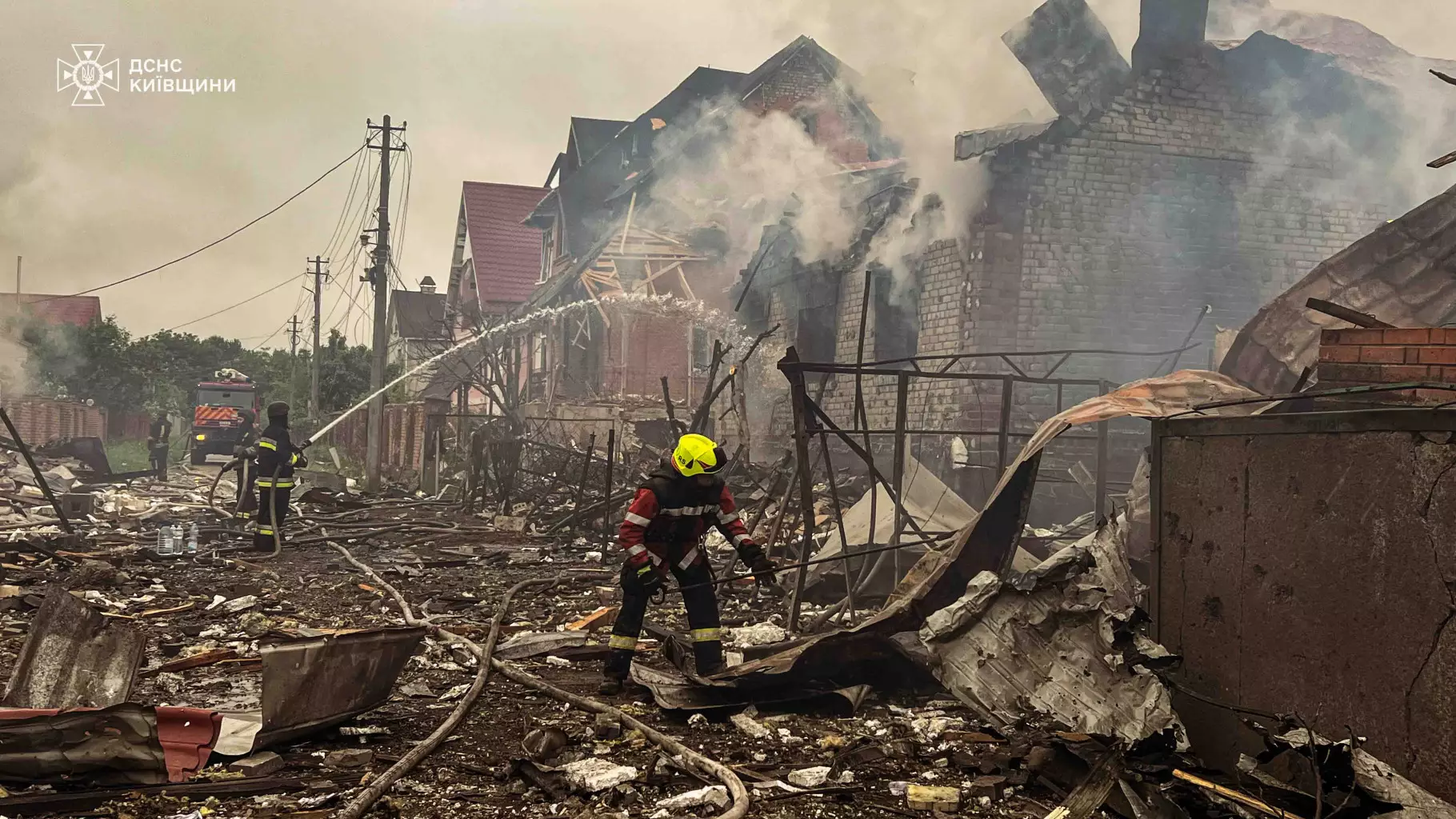
Ліквідація наслідків обстрілу Мархалівки Фастівського району (Київська область), 25.05.2025

ЗСУ ліквідували 1020 окупантів, загальні втрати ЗС РФ перевищили 980 тис., ЗСУ знищили 2 танки, 11 ББМ, та 68 артсистем ворога. ЗС РФ здійснили масовану атаку України, використавши:
- 9 балістичних ракет Іскандер-М/KN-23
- 55 крилатих ракет Х-101, Калібр
- 1 крилату ракету Х-22
- 4 авіаційні ракети Х-59/69
- 298 БпЛА.

Збито 45 крилатих ракет Х-101, Калібр, 2 ракети Х-59/69 локаційно втрачено. Знешкоджено 266 БпЛА. 139 — збито, 127 — локаційно втрачені/подавлені РЕБ. Постраждали більшість регіонів України. Зафіксовано влучання у 22 локаціях, а також падіння збитих крилатих ракет та ударних БпЛА у 15 локаціях.
Регіони України після нічної атаки:

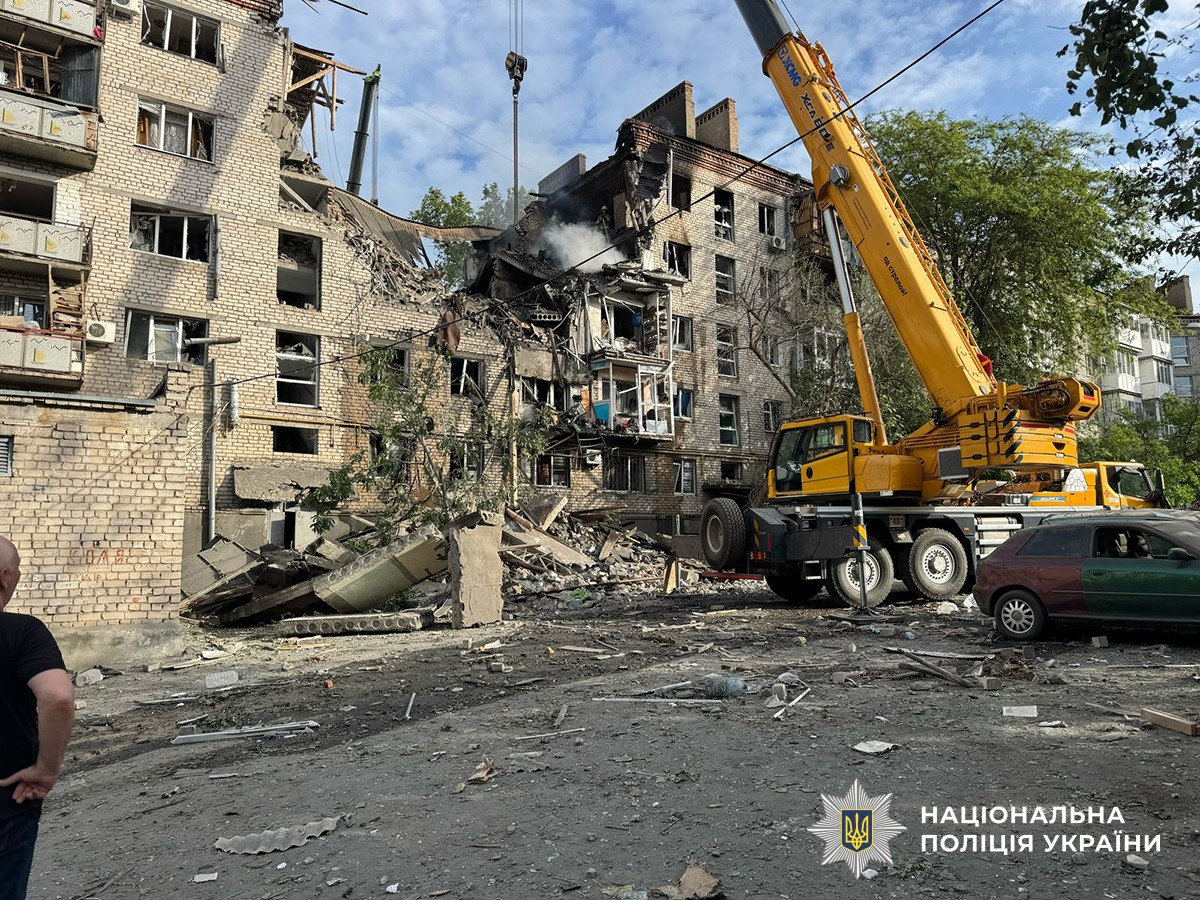
Наслідки влучання по п'ятиповерховому будинку в Миколаєві

- Київ: 11 постраждалих. Пошкодження у Голосіївському, Дніпровському та Шевченківському районах.[382][383]
- Житомирщина: загинули троє дітей, ще 12 осіб — постраждали. Дітям було 8, 12 і 17 років.[384]
- Київська область: 4 загиблих, 16 поранених. Від атаки постраждали Броварський, Білоцерківський, Бучанський та Обухівський райони.[385]
- Хмельницька область: 4 загиблих, 5 поранених. Є руйнування будинків, пошкоджено заклад освіти та комунальний транспорт.
- Харків: в місті троє постраждалих, літня жінка загинула в Дергачівській громаді. У Харківському районі пошкоджено будівлі цивільних підприємств, сільськогосподарське підприємство — знищено 30 голів худоби.[386]
- Миколаїв: безпілотник поцілив у п'ятиповерховий будинок. Загинула одна людина, ще 5, зокрема підліток, дістали поранення. Два поверхи будівлі повністю зруйновано, ще три — пошкоджено.[387]
- Тернопіль: ракета РФ вдарила по підприємству спричинивши пожежу.[388][389]
- Сумська область: мер Конотопа назвав атаку наймасованішим ударом по місту, ймовірно, з часів Другої світової. Зруйновано об'єкт інфраструктури. Постраждалих немає.[390][391]
- Дніпропетровщина: постраждали кілька районів, пошкоджено промислові об'єкти, житлові будинки та інфраструктуру. В Павлограді Шахеди-136 та ракети влучили у промпідприємство. Виникла пожежа, яку оперативно ліквідували.
- Чернігівська область зазнала повітряної атаки з застосуванням БпЛА та ракет. Зафіксовано кілька влучань у різних районах по складських та промислових об'єктах.[392]

Російські військові 43 рази обстріляли населені пункти Донецької області. Дві людини поранено.
Україна та Росія провели тертій етап обміну полоненими в межах формату «1000 на 1000», про який сторони домовилися на переговорах у Стамбулі. З російського полону повернулись 303 українські захисники. Серед них не було жодного азовця, повідомив Командир бригади Нацгвардії Азов, полковник Денис Прокопенко.

### 26 травня
За добу ЗСУ ліквідували 1000 окупантів, 4 танка і дві системи протиповітряної оборони. Українські БПЛА вночі атакували військові об'єкти в Єлабузі та Кінешмі Івановської області Росії. Два безпілотники уразили підприємства «Дмитриевский химический завод». Також близько 10 вибухів було чутно в Тулі, внаслідок ударів частина міста опинилася без світла.
ЗС РФ вдарив по Україні 364 засобами повітряного нападу: 9 крилатих ракет Х-101, 355 БпЛА. Зафіксовано влучання засобів повітряного нападу противника у 5 локаціях, а також падіння збитих ударних БпЛА у 10 локаціях.
Внаслідок атаки є пошкодження в Дніпровському районі Києва, у житловому будинку вибито вікна. ЗС РФ вперше з 24.02.2022 року застосували FPV-дрон із бойовою частиною на базі РПГ під час удару по Харкову.
ЗС РФ атакували автомобіль у Комишанах Херсонської області, скинувши вибуховий пристрій із БПЛА, постраждали двоє хлопчиків віком 7 та 15 років.
Канцлер Німеччини Фрідріх Мерц заявив, що ЗСУ відтепер не мають жодних обмежень щодо ударів по РФ західною зброєю.
Швеція оголосила про виділення 4,8 млрд шведських крон (410 млн євро) на посилення обороноздатності України, це частина 19 пакету.
Росія масово закуповує зброю в КНДР, щоб компенсувати нестачу виробництва та підтримувати війну. Щороку РФ випускає 3 млн артилерійських снарядів калібрів 122 та 152 мм. Майже стільки ж (2,5-3 млн) отримує від КНДР. З початку повномасштабної війни Москва закупила у Пхеньяна 6 млн боєприпасів.

### 27 травня
Вночі ЗС РФ атакували Україну 60 БпЛА, збито 43 із них. Зафіксовано влучання у дев'яти локаціях, падіння збитих БпЛА у трьох локаціях. Росіяни уночі та вранці атакували Суми, пошкоджено підприємство, житлові будинки.
Вночі у РФ нібито знищили 99 українських БпЛА над 7 регіонами: 56 дронів начебто збили над Бєлгородською областю, 25 — над Воронезькою, 7 — над Володимирською, 5 — над Калузькою, 4 — над Тульською і по одному — над Ростовською та Липецькою областями.
За добу ЗСУ ліквідували 990 окупантів, знищили 17 артсистем, 222 БпЛА та 64 одиниці авто. Російські війська третину атак зосередили на Покровському напрямку.
ЗС РФ скинули КАБ на цивільний об'єкт в Охтирській громаді Сумської області, поранення дістали троє осіб, зокрема, 17-річна дівчина. ЗС РФ атакували з дрона працівників комунального підприємства в Херсоні, постраждали шестеро людей. ЗС РФ увечері завдали удару по підприємству в Ніжині на Чернігівщині балістичною ракетою.
Трамп назвав своєю заслугою, що Росія досі не зіткнулася з «по-справжньому поганими речами».
За данними Associated Press, в російському полоні загинуло понад 200 українських військовополонених. У багатьох випадках причини смерті свідчать про тортури, недбале поводження й відсутність медичної допомоги.
Україна і Велика Британія підписали домовленість щодо використання прибутків від заморожених російських активів у межах ініціатив Extraordinary Revenue Acceleration (ERA) на озброєння та ремонт техніки для України. Згідно з домовленістю, у 2025—2026 роках Україна отримає $3 млрд. Кошти будуть спрямовані на:
- закупівлю оборонної продукції іноземного виробництва;
- ремонт та обслуговування військової техніки;
- реалізацію спільних проєктів за участі українських та міжнародних оборонних компаній;
- закупівлю інших критично важливих матеріалів, включно з продукцією українського виробництва.

США дозволили Німеччині реекспортувати до України матеріали для ЗРК Patriot. Однак ракети PAC-2, які тепер Берлін зможе передати Києву, поступаються за ефективністю сучаснішим PAC-3.
Латвія передала Україні чергову партію з 1500 ударних БПЛА в межах «Коаліції дронів».

### 28 травня
ЗС РФ атакували Україну 5 ракетами «Іскандер-М/KN-23» і ракетою Х-59/Х-69 (з Курської та Воронезької областей) і Криму та 88 дронів (з Міллерова, Орла, Курська, Приморсько-Ахтарська). ЗСУ нейтралізували 34 дрони, 37 зникли. Нічна атака дронів на Харківщину спричинила пожежі в Чугуївському та Харківському районіах, зафіксовано влучання у житловий сектор та цивільне підприємство. Одна людина загинула, 7 травповано. В селі Васищеве Харківського району постраждали 4 дорослих та дитина. У селі Есхар Чугуївського району постраждали 4 людини.
У Кіровоградській області двоє людей госпіталізовані внаслідок російської дронової атаки, електропостачання буле відсутнє у 1400 абонентів.
У Зеленограді, що входить до складу Москви, БПЛА атакували технопарк «ЕЛМА-Зеленоград», почалася пожежа. Основним профілем заводу є виробництво бойових БпЛА, у тому ж числі комплексу «Орін».
Українські дрони «Лютий» атакували російський завод безпілотників «Кронштадт» у підмосковній Дубні. Дрони влучили по стратегічному підприємству російського ВПК — заводу «Радуга».
Міністр оборони Рустем Уміров і міністр оборони Борис Пісторіус підписали угоду, на підставі якої Німеччина інвестує в українську оборонну промисловість, використовуючи німецькі промислові можливості та технічні знання для фінансування виробництва дистанційних систем озброєння в Україні. Очікувалося, що велика кількість таких систем буде вироблена до кінця 2025 року, а перша партія систем буде впроваджена в найближчі тижні. Міністерство оборони Німеччини повідомило, що надасть Україні план військової допомоги на суму 5,65 млрд доларів. Міністр оборони Латвії Андріс Спрудс заявив, що Туреччина та Бельгія приєднаються до міжнародної «Коаліції дронів», яка підтримує Україну, збільшивши кількість членів до 20.

### 29 травня
Вночі ЗС РФ атакували Україну 90 БпЛА, ППО знешкодила 56 дронів, 10 збито вогневими засобами ураження, 46 локаційно втрачені/подавлені РЕБ. Влучання у 9 локаціях в Сумській, Харківській та Донецькій областях. У Сумській області одна людина загинула, ще одна дістала важкі поранення, пошкоджено фермерське господарство, цивільну інфраструктуру та житлові будинки в Білопільській громаді. У Верхньосироватській громаді росіяни пошкодили цивільну інфраструктуру, а у Річківській — знищили приватний будинок.
Вранці у наслідок авіаудару по селу Верхня Терса Запорізької області загинули двоє чоловіків, ще троє осіб зазнали поранень.
Російські агресори атакували балістичною ракетою в Горохівській громаді Миколаївську область. Одна людина загинула, ще три зазнали поранень.
Російські військові скинули вибухівку з дрона в Бериславі на Херсонщині. Загинули двоє людей.
Україна вперше застосувала дрон-матку на базі штучного інтелекту, що може доставляти два ударні БПЛА на відстань до 300 км.

### 30 травня
Росія запустила по Україні 90 ударних БпЛА типу Shahed і безпілотників-імітаторів різних типів і дві ракети Іскандер. ППО України знешкодила 56 російських безпілотників. протиповітряною обороною знешкоджено 56 ворожих БпЛА типу Shahed (безпілотників інших типів) на сході, півдні та півночі країни. 26 - збито вогневими засобами ураження, 30 - локаційно втрачені/подавлені РЕБ. Основні напрямки повітряного удару - Харківщина, Одещина та Донеччина. Зафіксовано влучання у 12 локаціях.

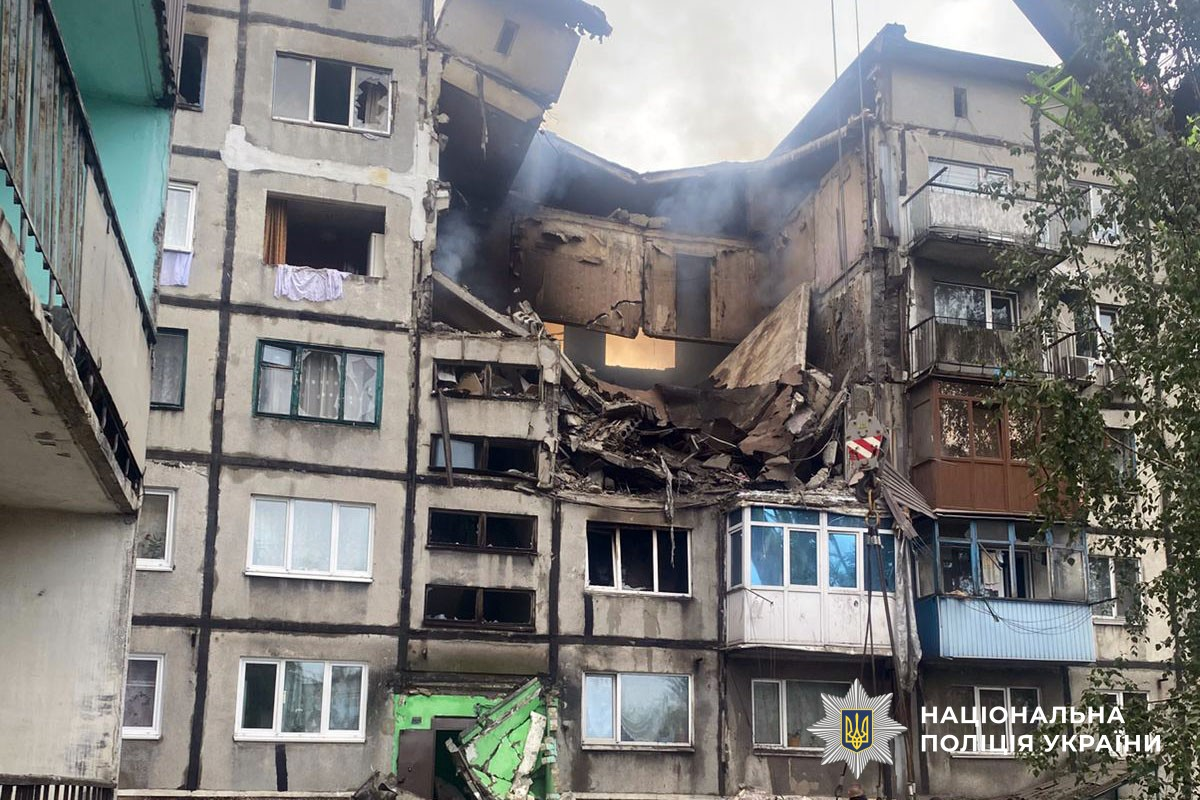
Житловий будинок у Білозерському після нічного російського удару дронів.

Російські війська вдарили по тролейбусному депо в Харкові. Пошкоджено 18 тролейбусів, понад 30 житлових будинків, постраждали двоє працівників підприємства. Російські дрони масовано обстріляли підприємство в одному з районів Харкова, виникла пожежа. Також під атакою вночі виявилося село Василів Хутір Чугуївської громади Харківської області, постраждало 9 людей.
Російські війська вдарили безпілотником по житловій багатоповерхівці у місті Білозерське Донецької області, внаслідок чого дві людини дістали поранення.
Російські війська вдарили з дрона по Новорайську Бериславського району. Внаслідок атаки постраждали троє мирних жителів.
Найбільш активні бої тривають на Покровському напрямку. Там ЗСУ відбили вже 28 атак з початку доби. За даними ISW, російські чиновники продовжували сигналізувати про безкомпромісну позицію Росії перед запланованими переговорами в Стамбулі 2 червня 2025 року, натякаючи, що майбутня зустріч у Стамбулі навряд чи принесе істотних результатів для досягнення тривалого миру в Україні. Російські сили досягли прогресу поблизу Торецька, Новопавлівки та Курахового .
У російському Владивостоку біля бухти Десантна сталося два потужних вибухи. Вони стали результатом успішної спецоперації Головного управління розвідки Міноборони України, повідомила Українська правда з посиланням на джерела в спецслужбах. Відбулось щонайменше два вибухи в районі дислокації 47-го окремого десантно-штурмового батальйону 155 окремої гвардійської бригади морської піхоти (в/ч 30926). Один в районі КПП, другий в місці перебування особового складу і командування військової частини. Уражено живу силу, військову техніку, спецзасоби.
Україна представила Росіїі і США свої умови для припинення вогню перед можливими переговорами з російської стороною в Стамбулі наступного тижня. Спеціальний посланець президента США з питань України і Росії Кіт Келлог підтвердив, що Сполучені Штати отримали меморандум України, але все ще чекають на меморандум Росії. Водночас він заявив, що українська влада не повинна відмовлятися від переговорів, навіть якщо Росія не надасть свій меморандум заздалегідь. Він зазначив, що український меморандум містить 22 умови, які він назвав "досить непоганими" та "розумними".
Головнокомандувач Збройних сил України генерал Олександр Сирський заявив, що в травні українські військові атакували і знищили понад 89 тисяч російських цілей за допомогою дронів різних типів. «Кожен дрон означає знищеного ворога, а отже, врятоване життя українського солдата. Особливий акцент робиться на знищенні операторів ворожих дронів та їхніх командних центрів».

### 31 травня
Вночі ЗС РФ запустили по Україні п'ять ракет і 109 дронів різного типу. Основні напрямки повітряного удару – Харківщина, Сумщина та Донеччина. протиповітряною обороною знешкоджено 69 ворожих БпЛА типу Shahed (безпілотників інших типів) та 3 керовані авіаційні ракети Х-59/69 на сході, півдні, півночі та в центрі країни. 42 – збито вогневими засобами ураження, 30 – локаційно втрачені/подавлені РЕБ. Зафіксовано влучання засобів повітряного нападу противника у 13 локаціях.
Російські війська досягли тактичного успіху на чотирьох ділянках фронту, повідомляють аналітики DeepState. За оновленими даними карти бойових дій, просування зафіксовано поблизу Покровського та Новопавлівського напрямків, а також на території Сумської та Донецької областей. Зокрема стало відомо про захоплення росіянами Єлизаветівки на Покровському напрямку, куди російські війська тривалий час намагалися прорватися. Нещодавні дії окупантів дозволили їм увійти до села та закріпитися. На Сумщині російські сили зайняли територію площею близько 3 км² на прикордонній ділянці та продовжують рух у напрямку селища Олександрія, яке зараз перебуває в «сірій зоні». За даними DeepState, на території області вже окуповано щонайменше п’ять населених пунктів.
З 11 прикордонних сіл Сумської області, розпочалася обов’язкова евакуація, за день виїхало 111 людей. Йдеться про села Річківської, Білопільської, Ворожбянської та Миколаївської громад.
У передмісті Харкова внаслідок авіаудару РФ постраждало семеро людей. У селищі Васищеве пошкоджено складські приміщення та будівлі приватного підприємства. Поранень зазнали 22-річна жінка та двоє чоловіків віком 64 і 57 років. У Безлюдівці зруйновано понад 10 житлових будинків. Двоє жінок -74 і 66 років -отримали поранення. Ще двоє мешканців -65-річна жінка і 50-річний чоловік - перебувають у стані гострого шоку.
Близько 14:00 російські військові вдарили з артилерії по Корабельному району Херсона. Внаслідок ворожої атаки постраждав місцевий житель.
Про події наступного місяця — див. у статті Хронологія російського вторгнення в Україну (червень 2025).